# Crimisos

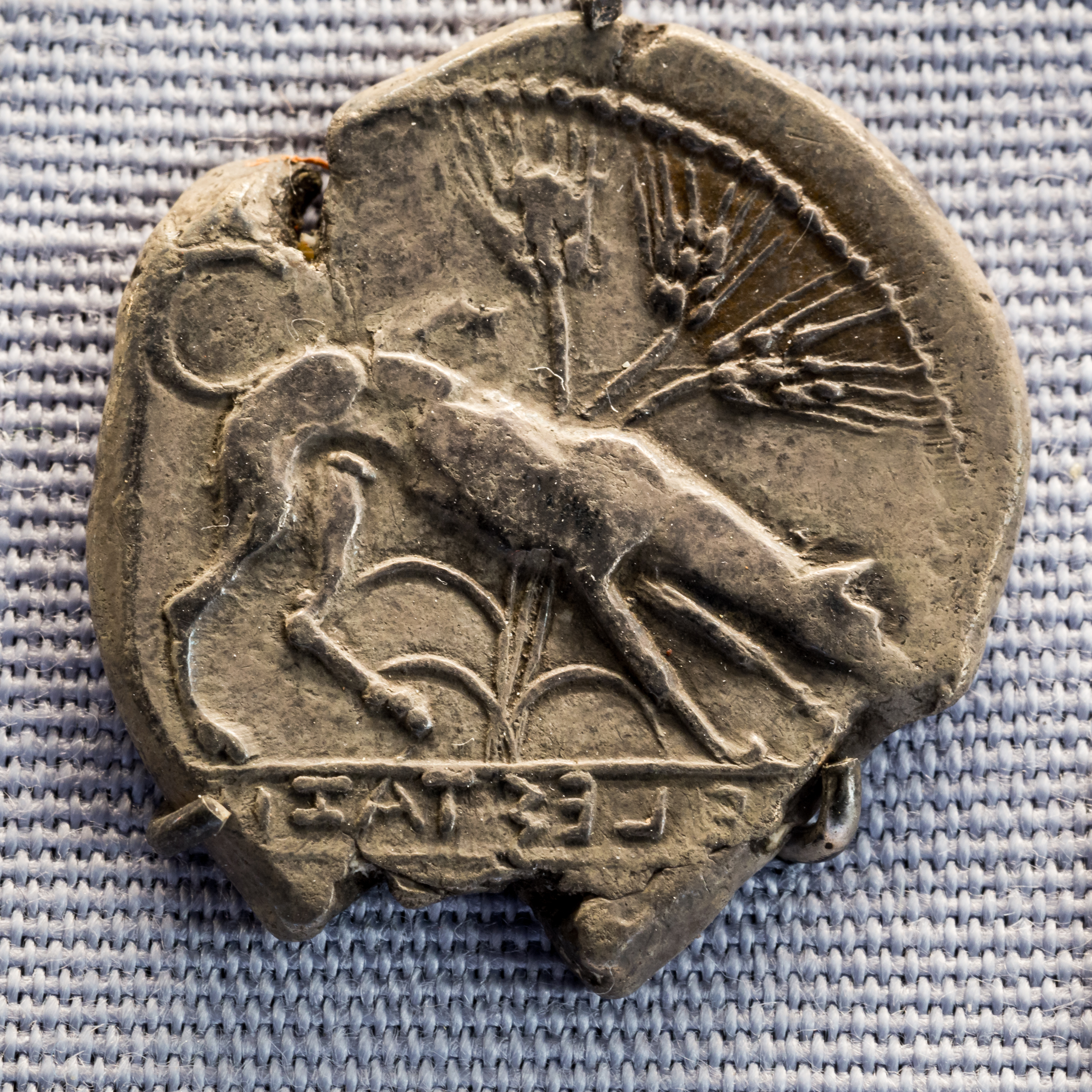
Représentation de Crimisos sous la forme d'un chien sur l'avers d'un didrachme en argent de la cité de Ségeste (entre 415 et -409, collection d'État de monnaies de Munich).

Dans la mythologie grecque et romaine, Crimisos (ou Crimissos, en grec ancien Κριμισός / Krimisόs ou Κριμισσός / Krimissόs) ou Crinisos (en latin Crinisus) est un dieu-fleuve sicilien, divinité du cours d'eau éponyme (en).

## Mythe
Crimisos est la divinité du fleuve antique du même nom (en), localisé dans l'ouest de la Sicile, sur le territoire de la cité de Ségeste. Il est le lieu d'une bataille en 340 av. J.-C.. Il est identifié avec plusieurs cours d'eau actuels, comme le Fiume Freddo (it), ou le Belice. 
Crimisos s'unit, sous la forme d'un chien ou d'un ours, avec une Troyenne ayant fuit sa ville, nommée Ségeste ou Égeste : ensemble, ils donnent naissance à Aceste, fondateur de la cité élymique qui prend le nom de sa mère,.
Claude Élien rapporte l'existence d'un culte de Crimisos, sous la forme d'un homme, célébré par les habitants de Ségeste,.

## Représentations

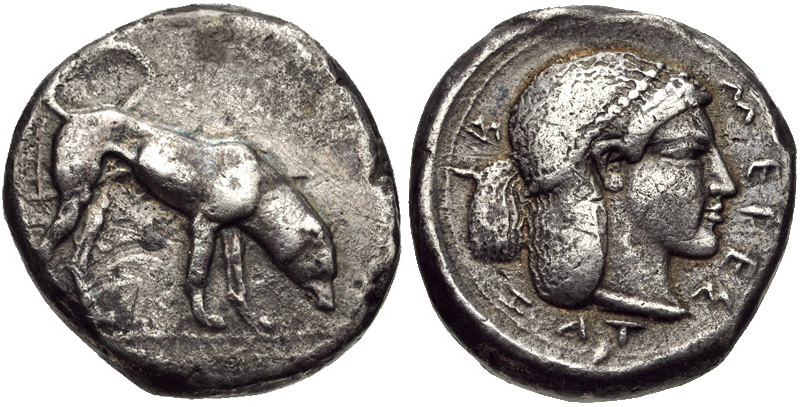
Didrachme en argent de Ségeste représentant Crimisos sous la forme d'un chien à l'avers et la tête de la nymphe éponyme de la ville au revers (entre 475 et -455).

Crimisos est sans doute représenté sous les pièces de monnaie émises par la cité de Ségeste au Ve siècle av. J.-C..
Il apparaîtrait à la fois sous la forme d'un chien, en raison de sa métamorphose lors de son union avec Ségeste, accompagné d'attributs habituels des dieux-fleuves (corne d'abondance, grain, épi de blé, coquillage), et à la fois sous la forme d'un chasseur, en lien avec le culte anthropomorphe rapporté par Claude Élien.
Sur de nombreuses monnaies, il figure à l'avers, tandis que la figure de Ségeste se trouve en pendant au revers.

### Sources antiques
- Claude Élien, Histoire variée, II, 33.
- Hygin, Fables [détail des éditions] [(la) lire en ligne], CCLXXIII, 14.
- Lycophron, Alexandra [détail des éditions] [lire en ligne], 961.
- Servius, Commentaires sur l'Énéide de Virgile, I, 550 ; V, 30.
- Scholie de Tzétzès sur Lycophron, 471 ; 953.
- Virgile, Énéide [détail des éditions] [lire en ligne], V, 38.